# Yunnanozoon
Yunnanozoon és un possible cordat o hemicordat del Cambrià inferior de Yunnan, Xina.
Yunnanozoon és similar a Haikouella, que és quasi amb tota seguretat un vertebrat. Tanmateix, hi ha diferències anatòmiques respecte a Haikouella, com ara un estómac més petit i unes dents faríngees molt més grans (1 mm). No se sap amb seguretat si el Yunnanozoon posseïa molts trets ben evidents en Haikouella, com el cor, les brànquies, etc. Yunnanozoon s'assembla una mica al Pikaia del Cambrià mitjà, descobert als esquists de Burgess a la Colúmbia Britànica. S'han descobert 13 parells de gònades arranjades simètricament com a possibles brànquies. Nogensmenys, hi ha científics que creuen que el Yunnanozoon està properament relacionat amb l'Haikouella i, per tant, molt probablement un cordat abans que un semicordat. També s'ha proposat una relació entre el Yunnanozoon i el fílum Vetulicolia.
se'n coneix una espècie; Yunnanozoon lividum.